# 静岡伝馬町プラザビル
静岡伝馬町プラザビル（しずおかてんまちょうプラザビル）は、静岡市葵区伝馬町6番地の1にある再開発ビル。伝馬町第一地区第一種市街地再開発事業として整備され、株式会社静岡伝馬町プラザが建物の管理を行っている。
1984年のライブアピタ静岡開業以降、生活創庫静岡店、FIVE-J、SHIZUOKA109、静岡東急スクエアと運営・業態を転換し、2023年からは、建物管理会社直営の「けやきプラザ静岡」が地下1階 - 地上3階フロアにて暫定営業をしている。

## 沿革
- 1984年
  - 1月20日 - 伝馬町プラザビル竣工
  - 11月21日 - 地下1階から地上6階に商業店舗の核テナントとしてユニーの新業態である「ライブアピタ静岡」が入居（上層部には住宅を整備）
- 1989年 - ライブアピタ静岡が「生活創庫アピタ静岡店」と名を改めて再オープン
- 1991年10月24日 - 店名を「生活創庫静岡店」に再改称
- 2000年
  - 8月19日 ユニーのテナントである「生活創庫」が撤退
  - 10月28日 - 生活創庫撤退後のビル内跡地に株式会社静岡伝馬町プラザが直接運営する「FIVE-J」（ファイブ・ジェイ）が開業
- 2006年3月25日 - FIVE-Jの地下1階に「SHIBUYA109 DREAMS」が出店
- 2007年
  - 4月17日 - 株式会社東急モールズデベロップメントが商業フロアを借り受け、「SHIZUOKA109」を開業することを発表[3]
  - 7月20日 SHIZUOKA109へと改装のため、「FIVE-J」が営業終了
  - 10月6日 - 地下1階から地上5階に「SHIZUOKA109」が開業
- 2012年「SHIBUYA109 DREAMS」が名称消滅
- 2017年
  - 7月23日「SHIZUOKA109」が静岡東急スクエアへのリニューアルのため、営業終了[4]
  - 7月27日 - 地下1階で「静岡東急スクエア」が暫定営業開始
  - 11月9日 -「静岡東急スクエア」が全館開業[4]
- 2023年
  - 7月17日「静岡東急スクエア」が閉店[5][6]
  - 8月1日 - 株式会社静岡伝馬町プラザ直営「けやきプラザ静岡」が、地下1階暫定営業開始[2][5][6]
  - 10月27日 -「けやきプラザ静岡」が、1階暫定営業開始[2][5][6]
- 2024年 -「けやきプラザ静岡」が、2・3階暫定営業開始[2][5][6]
- 2025年 秋 - 「けやきプラザ静岡」が、4階に駿河屋がオープン予定 同時に4階暫定営業開始予定 5階の一部は駿河屋の倉庫となる[5][6][7]

## 商業フロアの変移

### ライブアピタ静岡・生活倉庫静岡店（ユニー）
「ライブアピタ静岡」として入店、その後「生活創庫静岡店」と名を改めて再オープンするも、採算の問題から2000年8月に閉店。

### FIVE-J
生活創庫静岡店が閉店後、後継テナントが見つからないことから地権者組合等関係者とともに、株式会社静岡伝馬町プラザが直接運営に取り組み、大型専門店ビル「FIVE-J」を2000年10月に開店。これは、生活創庫静岡店閉店後数か月でのオープンとなりました。
FIVE-Jの主なテナント
- 地下1階-地上4階は商業テナント、5階は事務所
  - マクドナルド
  - ABCマート
  - ムラサキスポーツ
  - ライトオン
  - カーサ

### SHIZUOKA109・SHIBUYA109 DREAMS
「SHIBUYA109 DREAMS」開業後の営業成績が当初目標を2割上回る好調さであったことに加え、周辺におけるパルコの出店（2007年3月15日）や同所に隣接して丸井静岡店が立地しているなど強力なライバル店舗の存在による競争力強化の必要性から、株式会社東急モールズデベロップメントが商業フロアをすべて借り上げ、新たに「SHIZUOKA109」として2007年10月に開業することとなった。なお、2012年のフロア改装をもって地下1階も109の一般フロアとなり、"SHIBUYA109 DREAMS"の名称は消滅している。しかし、競合店やインターネットショッピングの台頭、静岡市内の若者人口減少に伴い、業態変更でテコ入れを図る及び静岡東急スクエアのリニューアルのため2017年7月に営業を終了した。

### 静岡東急スクエア
SHIZUOKA109に代わる商業施設として、全面改装の上で新たに「静岡東急スクエア」を開業することとなった。地下1階の一部店舗のみ2017年7月より暫定営業を開始し、同年11月に全館グランドオープン。

### けやきプラザ静岡
ビル内に残る飲食や雑貨などのテナントを地下1階に集約、地上1階にはダイソー・スタンダードプロダクツ・スリーピーを開業し、2階にはドン・キホーテの開業して、3階には、閉店した静岡市にあった、サードプラネットが閉店し、けやきプラザ静岡内に、サープラ静岡あそびタウンとして復活し、2025年秋に駿河屋が開業し、全館開業を目指す。

## フロア構成と主なショップテナント

### けやきプラザ静岡のフロア
- 地下1階：サイゼリヤ・韓ビニ・キュート・サンキューマート・買取まねきや・サープラカプセルトイショップだまさん
- 1階：ダイソー・スタンダードプロダクツ・スリーピー
- 2階：ドン・キホーテ
- 3階：サープラ静岡あそびタウン・バトロコ・ライフスピリッツ株式会社（あんま王IV）
- 4階：駿河屋（2025年秋オープン予定）

### 伝馬町再開発ビルのフロア
- 5階：ピラティスKASANE・駿河屋（倉庫）
- 6階：フォルテ ガーデンヒルズ ベリー
- 7階 - 8階：ビジネスホテル「ホテルクレスト浜松屋」（11室） ※フロントは6階でフォルテ ガーデンヒルズ ベリー と同じ階になっている。
- 9階 - 11階：住宅（42戸）

## 備考
- 静岡市内での「アピタ静岡店」は「生活創庫」へのリニューアルをもって一旦消滅したが、その後、静岡市駿河区のセントラルスクエア静岡に中核店舗（キーテナント）としてユニーが入居し、アピタ静岡店の名前として復活している。（店舗の形態はファッションビルと総合スーパーで異なっている）
  - ただし、セントラルスクエア静岡の中核店舗のアピタ静岡店のショッピング館は、2025年3月30日に閉店した。
- 建物東側の搬入口のシャッターに「FIVE-J」のロゴが存置されたままとなっている。